# Кам'янський музичний фаховий коледж
Кам'янський фаховий музичний коледж імені Мирослава Скорика — середній спеціальний музичний навчальний заклад в м. Кам'янське (Дніпропетровська область, Україна). 
Створено 17 липня 1967 року наказом Міністерства культури УРСР як Дніпродзержинське обласне музичне училище.
У 2015 році заклад було перейменовано у Комунальний вищий навчальний заклад «Дніпродзержинський музичний коледж» Дніпропетровської обласної ради.
У травні 2016 року місто Дніпродзержинськ перейменовано у Кам'янське. У зв'язку з чим 3 2016 року навчальний заклад має назву комунальний вищий навчальний заклад «Кам'янський музичний коледж» Дніпропетровської обласної ради. 
У листопаді 2021 закладу присвоєно ім’я композитора Мирослава Скорика
Директор коледжу - Ірина Володимирівна Великодна.

## Історичні факти

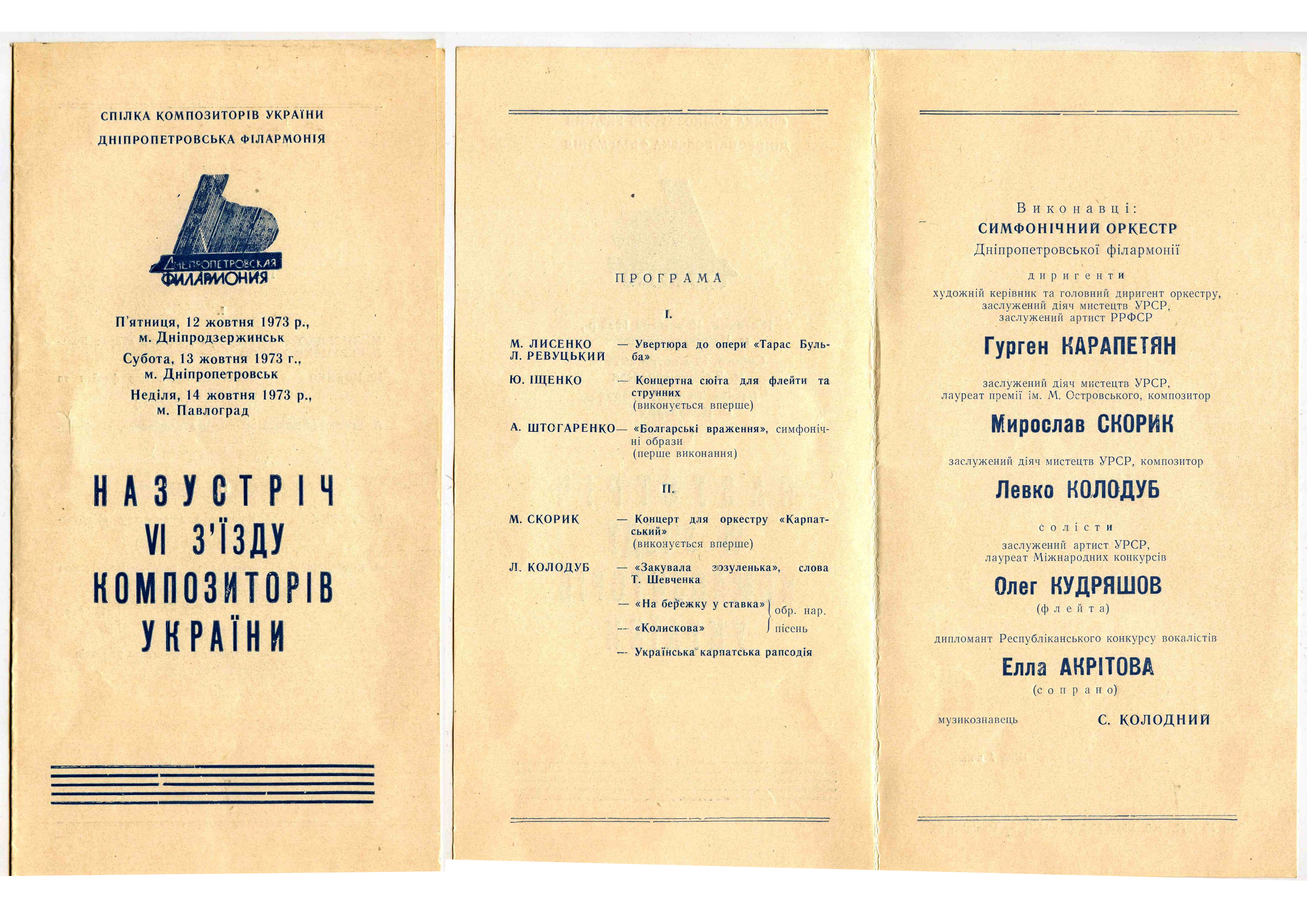
Програма VI з'їзду композиторів України

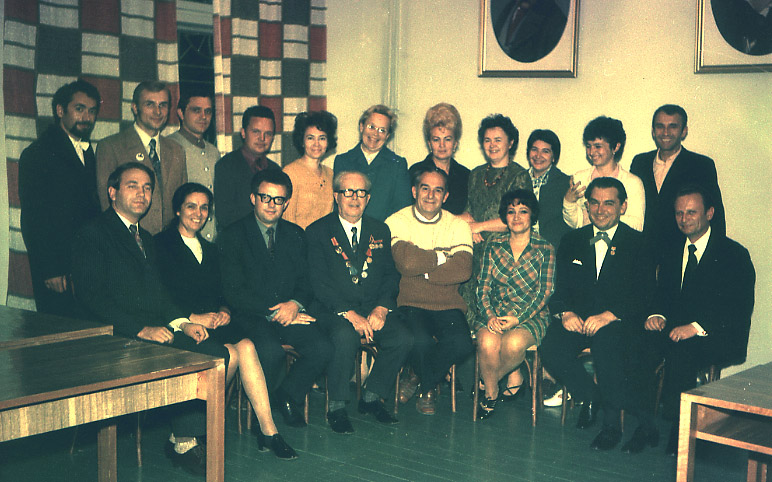
Творча зустріч колективу училища з А.Штогаренком, М.Скориком, Г.Карапетяном, Л.Колодубом, Е.Акрітовою, 1973 р.

Ініціатива створення музичного училища у тодішньому Дніпродзержинську належить директору Придніпровського хімічного заводу Михайлу Аношкіну. Він особисто вів переговори на найвищому рівні СРСР та зустрічався з міністром культури СРСР Катериною Фурцевою. Результатом зустрічей став Наказ № 280 Міністерства культури УРСР від 17.07.1967 р. «Про відкриття музичного училища в м. Дніпродзержинськ Дніпропетровської області».

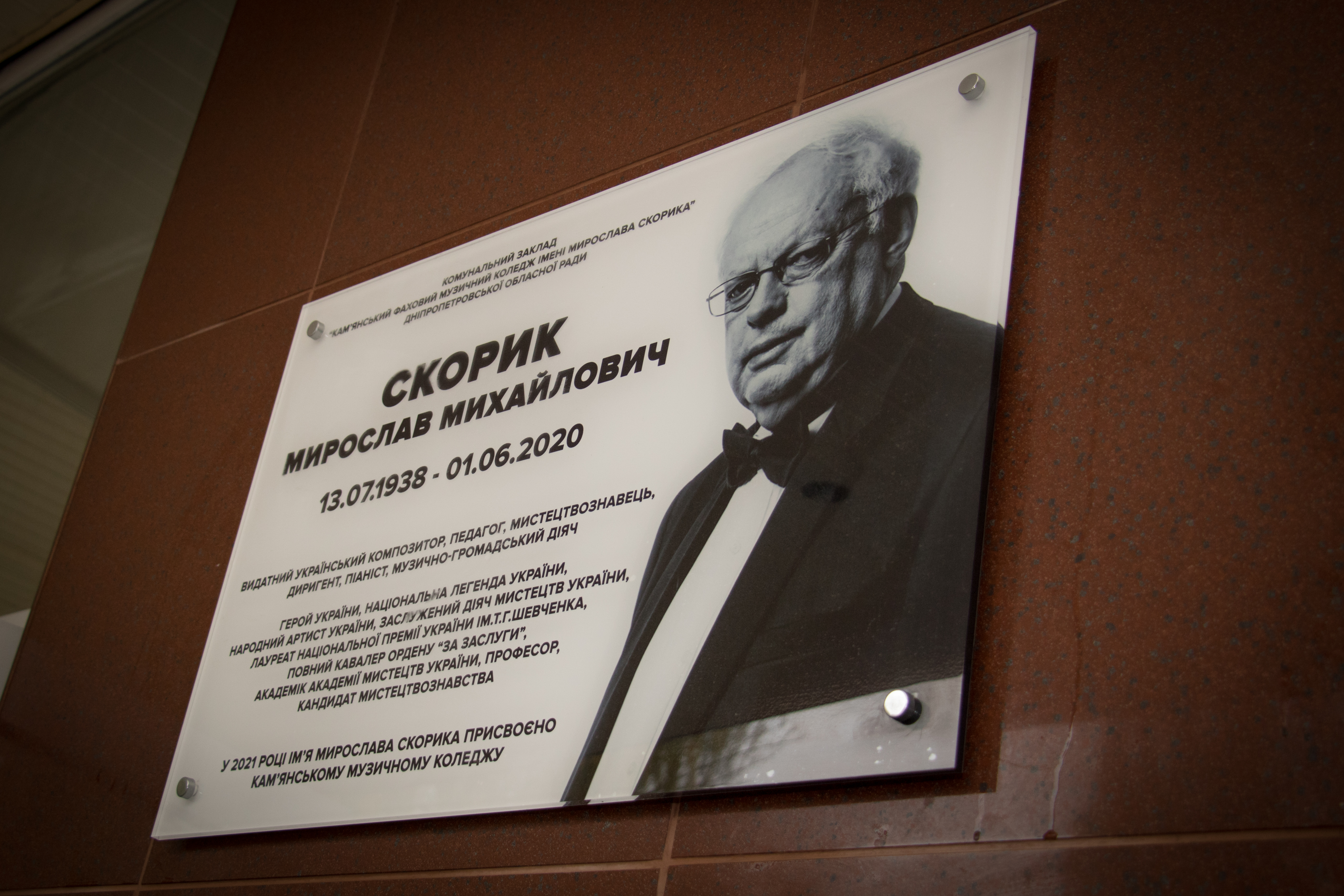
Меморіальна дошка М.Скорику на фасаді коледжу

12 жовтня 1973 року на базі Кам'янського музичного коледжу відбувся концерт симфонічного оркестру Дніпропетровської філармонії в рамках VI з'їзду композиторів України, організованого Спілкою композиторів України. В цей день оркестром диригували Мирослав Скорик, Левко Колодуб та Гурген Карапетян. Під час концерту, на сцені тоді Дніпродзержинського музичного училища, відбулось перше прем'єрне виконання нового твору Мирослава Скорика — "Концерт для оркестру «Карпатський». Цей твір є одним із визначальних в творчості М.Скорика, адже він приніс автору світове визнання.
У червні 2021 року рішенням Дніпропетровської обласної ради музичному коледжу було присвоєно ім'я Мирослава Скорика. Ініціатива присвоєння імені коледжу належить голові Ліги діячів культури України, випускнику коледжу Р.Костіну. Звернення щодо присвоєння імені М.Скорика підписали видатні діячі культури України, серед них Ада Роговцева, Лариса Хоролець, Євген Нищук, Олексій Кужельний, Роман Балаян, Лариса Руснак, Юрій Макаров, Сергій Тримбач, Катерина Степанкова, Ахтем Сеітаблаєв, Максим Тимошенко та інші.
У листопаді 2021 року відбулась урочиста церемонія присвоєння імені та відкриття меморіальної дошки Мирославу Скорику на фасаді закладу. Участь у церемонії взяла дружина композитора Адріана Скорик та його багаторічний імпресаріо Олександр Пірієв.
У 2016 році в рамках процесу декомунізації вулицю Бєсєдова, на якій знаходиться коледж, за пропозицією колективу закладу перейменовано на вулицю Миколи Лисенка.

## Керівництво коледжу
- З 1967 по 1979 - Галина Іванова;
- З 1979 по 1982 - Наталія Морозова;
- З 1982 по 2004 - Юрій Новіков;
- З 2004 по теперішній час директором коледжу є Ірина Великодна.

## Відомі особистості
- Валентин Крохмаль - композитор, викладав у коледжі;
- Леоніда Градосельська - заслужений працівник культури України, викладач коледжу;
- Анжеліна Швачка — народна артистка України, солістка Національної опери України (мецо-сопрано), лауреат Національної премії України ім.Т.Г.Шевченка;
- Ольга Ус - заслужена артистка України, солістка Дніпропетровського академічного театру опери та балету;
- Дмитро Логвин - народний артист України, заслужений діяч мистецтв України, співзасновник та керівник камерного оркестру "Пори року" (м.Дніпро);
- Тетяна Пімінова - заслужена артистка України, солістка Національної опери України (мецо-сопрано);
- Оксана Крамарєва - заслужена артистка України, солістка Національної опери України (сопрано), лауреат Національної премії України ім.Т.Г.Шевченка;
- Геннадій Кабка - заслужений діяч мистецтв України, кандидат мистецтвознавства, доцент кафедри сольного співу НМАУ ім.П.І.Чайковського;
- Юрій Новіков - заслужений діяч мистецтв України, професор, ректор Дніпропетровської академії музики ім.М.І.Глінки, випускник коледжу, директор коледжу у 1982-2004 роках;
- Анастасія Галайда - солістка Національної опери України;
- Анатолій Васильківський - директор-художній керівник Національного камерного ансамблю "Київські солісти";
- Віктор Олійник - заслужений артист України, диригент Донецького національного академічного театру опери та балету ім. А. Б. Солов’яненка та Національної опери України;
- Яніна Луга - заслужений працівник культури України, педагог;
- Олег Шиян - заслужений артист України, керівник Квартету баяністів ім.М.Різоля Національної філармонії України;
- Роман Молоченко - заслужений артист України, артист Квартету баяністів ім.М.Різоля Національної філармонії України